# Castenaso
Castenaso (Castnèṡ in dialetto bolognese) è un comune italiano di 16 557 abitanti della città metropolitana di Bologna in Emilia-Romagna.

## Origini del nome
Il toponimo Castenaso deriverebbe dal latino Castrum Nasicae, a ricordo della battaglia che vide il console romano Publio Cornelio Scipione Nasica sconfiggere i Galli Boi nel 190 e nel 189 a.C., attestandone la presenza romana sul territorio.

## Storia
I primi insediamenti risalgono alla prima fase della civiltà villanoviana; proprio il termine "villanoviano" prende il nome dall'omonima frazione di Castenaso in cui aveva sede il podere del conte Giovanni Gozzadini, personaggio autorevole del panorama archeologico e culturale bolognese della fine dell'Ottocento.
La presenza romana nella zona è attestata dalle tracce della centuriazione agraria ancora quasi perfettamente leggibile nella suddivisione ortogonale dei campi, dove le capezzagne e i fossi di scolo restano ad indicare gli antichi cardines e decumani.
Da un punto di vista amministrativo, la campagna a sinistra del torrente Idice faceva parte dell'ager Bononiensis e dipendeva quindi da Bologna, mentre quella a est del fiume apparteneva all'ager Claternatae, facendo quindi capo al municipium di Claterna, città romana nei pressi di Ozzano. I toponimi attestano non tanto nuclei abitativi importanti quanto un fitto popolamento rurale.
Nel periodo altomedievale si assistette all'espansione dell'influenza di Bologna sul contado. Sono di questo periodo i primi documenti in cui si nomina Castro Castenacj o Castenasio o Castenaxe. Dal Basso Medioevo fino alle soglie dell'Ottocento, Castenaso rimase un abitato agricolo caratterizzato da un insediamento rurale sparso e da un piccolo nucleo aggregativo.
A partire dalla fine dell'Ottocento, il paese cominciò ad acquistare una propria identità sociale: si formò lo stemma, si costituì il comune, cominciarono a sorgere le prime associazioni culturali e sindacali, i movimenti politici socialisti e cattolici e le prime cooperative dei lavoratori: quella dell'escavazione della ghiaia dell'Idice, quella del polverificio di Marano e la Casa del Popolo.
Durante la seconda guerra mondiale, dopo l'armistizio dell'8 settembre 1943, nel territorio agirono diverse formazioni partigiane, in particolare la VII GAP. Si ricordano l'eccidio di Vigorso e il bombardamento che nel 1945 distrusse quasi completamente il paese.

### Simboli
Lo stemma cittadino descrive ciò che la storia racconta: il torrente Idice, che esce da una brocca, divide il campo in due parti, a destra con le insegne dei Romani e a sinistra con le insegne dei Galli. Lo stemma venne realizzato nel 1852 su richiesta dell'autorità di Bologna, per opera di illustri esponenti della comunità di Castenaso. Esso è la trasposizione pittorica della tradizione storica locale sulle origini del primo nucleo abitativo. Questa tradizione non è però attestata da ritrovamenti archeologici o epigrafi e si può considerare il frutto di un'operazione di ricostruzione storica condotta da un'autorevole commissione di membri della comunità con l'intento, legittimo in quell'epoca, di attribuire illustri origini al proprio paese.
Il gonfalone municipale è costituito da un drappo di rosso.

### Onorificenze
- Il 31 maggio 2006 il Comune di Castenaso è stato insignito dal prefetto di Bologna, Vincenzo Grimaldi, in rappresentanza del governo, della medaglia d'argento al merito civile per lo straordinario impegno della popolazione durante la battaglia partigiana di Vigorso e Fiesso del 21 ottobre 1944:

## Monumenti e luoghi d'interesse

### Chiesa parrocchiale
La chiesa parrocchiale è dedicata a San Giovanni Battista e custodisce arredi sacri di scuola bolognese risalenti al XVIII secolo, compreso il prezioso portello del tabernacolo, in rame dipinto, di Ubaldo Gandolfi (1728-1781).
L'organo, collocato nel presbiterio in cantoria "in cornu evangeli", fu costruito da Giuseppe Guermandi di Bologna nel 1845 e modificato da Abele Marenzi nel 1909. Gravemente danneggiato durante la seconda guerra mondiale, è stato ricostruito nel 1992 dall'organaro Paccagnella di Albignàsego (PD) utilizzando il materiale superstite.

### Palazzo Guidotti
Palazzo Guidotti conserva delle interessanti volte a botte databili al XVII secolo.

## Società

### Evoluzione demografica
Abitanti censiti

## Cultura

### Musei
- MUV - Museo e Centro di documentazione della civiltà villanoviana

## Geografia antropica

### Frazioni

#### Marano/Veduro
Presso la frazione Marano di Castenaso si segnala la Pieve di San Giminiano, che sorge su un antico impianto risalente al XII secolo. Completamente distrutta nel XVI secolo dalle truppe di Cesare Borgia detto Duca Valentino, venne ricostruita in forme neoromaniche solamente nel 1929 conservando il campanile cinquecentesco. Di rilievo Villa Molinari-Pradelli, conosciuta come Villa Marana. La villa, che fu di proprietà del Maestro Francesco Molinari-Pradelli (1911-1996), presenta una facciata secentesca e ospita la preziosa collezione d'arte privata Molinari-Pradelli. Tra le altre opere della collezione, l'Angelo annunciante e Vergine Annunciata di Luca Giordano (1634-1705) e alcune tele di Lorenzo De Caro.
Veduro è una frazione di appena 16 abitanti, che praticano quasi esclusivamente un'attività agricola, favorita dalla vicinanza allo scolo Fiumicello Dugliolo. Al centro del piccolo abitato sorge una chiesa, parrocchia soppressa nel 1986 e aggregata a Marano, e recentemente restaurata.

#### Villanova
La frazione di Villanova di Castenaso è celebre per il ritrovamento di necropoli e resti della civiltà villanoviana (che prende il nome proprio dalla località), civiltà protostorica dell'Età del Ferro da cui derivano gli Etruschi. Per quanto riguarda l'economia e le attività produttive, Villanova di Castenaso è rinomata per la realizzazione di pezzi di arredamento in ottone, vi risiedono anche varie industrie ed aziende importanti del territorio bolognese.

### Località

#### Madonna di Castenaso
Madonna di Castenaso è una località vicina a Castenaso dove sorge il Santuario della Beata Vergine del Pilar (Nostra Signora del Pilar), dedicata dal Rettore del Collegio di Spagna alla Vergine venerata a Saragozza. Nel 1699 la giovane contadina Maria Maddalena Azzaroni avrebbe visto nella chiesa locale l'immagine della Vergine animarsi; dopo che l'evento fu giudicato credibile da una commissione d'inchiesta, fu costruito l'attuale santuario. La giovane si fece suora e morì nel 1744.
Il santuario fu realizzato alla fine del XVII secolo. L'interno, decorato in stile barocco, ospita un'immagine della Vergine, dipinta da Giovan Battista Bolognini. Il 16 marzo 1822 vi furono celebrate le nozze di Gioachino Rossini con il soprano Isabella Colbran; una lapide ricorda l'avvenimento. Il celebre compositore visse a Madonna per una decina di anni dopo aver acquistato un podere, ancora oggi proprietà della Fondazione Rossini. Di Villa Rossini non rimane ormai più nulla se non un caratteristico pozzetto.

## Infrastrutture e trasporti
Il servizio di trasporto pubblico è assicurato dalle autocorse suburbane e interurbane svolte dalle società TPER ed Autoguidovie. Il comune è inoltre servito dalle stazioni urbane di Villanova e Cà dell'Orbo, e da quelle suburbane di Castenaso Stellina e Castenaso, tutte parte della rete del Servizio Ferroviario Metropolitano di Bologna.

## Amministrazione
Di seguito è presentata una tabella relativa alle amministrazioni che si sono succedute in questo comune.
| Primo cittadino        | Partito        | Partito                            | Mandato        | Mandato        | Elezione      |
| Primo cittadino        | Partito        | Partito                            | Inizio         | Fine           | Elezione      |
| ---------------------- | -------------- | ---------------------------------- | -------------- | -------------- | ------------- |
| Claudio Marchi         |                | Partito Comunista Italiano         | 5 maggio 1986  | 1990           | -             |
| Claudio Marchi         |                | Partito Democratico della Sinistra | 1990           | 23 aprile 1995 | Elezione 1990 |
| Claudio Marchi         | 23 aprile 1995 | Partito Democratico della Sinistra | 14 giugno 1999 | Elezione 1995  |               |
| Mariagrazia Baruffaldi |                | centro-sinistra                    | 14 giugno 1999 | 14 giugno 2004 | Elezione 1999 |
| Mariagrazia Baruffaldi | 14 giugno 2004 | centro-sinistra                    | 8 giugno 2009  | Elezione 2004  |               |
| Stefano Sermenghi      |                | centro-sinistra                    | 8 giugno 2009  | 26 maggio 2014 | Elezione 2009 |
| Stefano Sermenghi      |                | lista civica Prima Castenaso       | 26 maggio 2014 | 27 maggio 2019 | Elezione 2014 |
| Carlo Gubellini        |                | lista civica Prima Castenaso       | 27 maggio 2019 | 11 giugno 2024 | Elezione 2019 |
| Carlo Gubellini        |                | PD-lista civica Tu@ Castenaso      | 11 giugno 2024 | in carica      | Elezione 2024 |

## Sport

### Calcio
La squadra locale, l'Atletico Castenaso Van Goof (oggi Castenaso Calcio), ha avuto come massimo risultato sportivo l'accesso al campionato di Serie D 2012-2013, al termine del quale è subito retrocessa; dalla stagione 2015-2016 milita in Prima Categoria Emilia-Romagna. La formazione è nata nell'estate del 2012, dalla fusione tra la precedente Associazione Sportiva Dilettantistica Castenaso Villanova e l'Atletico Van Goof di Bologna.
La squadra gioca le partite casalinghe allo stadio comunale G. Negrini, impianto con fondo in erba sintetica che il 16 giugno 2017 ospita la finale di Coppa Italia di calcio femminile 2016-2017 tra il Brescia, detentore della Coppa, e le neocampionesse d'Italia della Fiorentina.

### Baseball
Castenaso ha una squadra di baseball chiamata Castenaso Baseball. Milita nel campionato professionistico Italian Baseball League, nella II divisione, con la denominazione Fortitudo Castenaso, in franchigia con Fortitudo Baseball Bologna (militante nella I divisione).
Sono presenti anche un circolo di golf e uno di tennis.

### Pallacanestro
Castenaso ha una squadra di pallacanestro chiamata ASD Polisportiva Virtus Castenaso che milita nella divisione regionale II.